# エミル・リース・ヤコブセン
エミル・リース・ヤコブセン（Emil Riis Jakobsen, 1998年6月24日 - ）は、デンマーク・北ユラン地域ホブロ出身のサッカー選手。EFLチャンピオンシップ・ブリストル・シティFC所属。ポジションはFW。

## クラブ経歴
2012年にラナースFCのユースアカデミーに入所。ユースリーグでゴールを量産していたところで2015年に青田買いの形でダービー・カウンティFCと契約。翌年U-23ユースチームに昇格。U-23ユースリーグでゴールを量産していたものの、2018年1月にトップチーム昇格と同時にVVVフェンローへの半年間のローン移籍が決定。ローン先で3試合に出場し、2017-18シーズン終了後に契約満了。
2018年6月13日、ユース時代を過ごしたラナースFCと3年契約を締結。8月4日のエスビャウfB戦でプロ初ゴールを記録。2019-20シーズンはシーズン9ゴールを決めた。
2020年10月1日、プレストン・ノースエンドFCと4年契約を締結。11月5日のレディングFC戦で移籍後初ゴールを決めた。
2025年7月1日、ブリストル・シティFCに3年契約で移籍した。

## 代表経歴
2013年から7年間、ユース世代のデンマーク代表に招集された。